# 埃斯努沃
埃斯努沃（法語：Esnouveaux）是法国上马恩省的一个市镇，属于绍蒙区（Chaumont）诺让县（Nogent）。该市镇总面积16.87平方公里，2009年时的人口为336人。

## 人口
埃斯努沃人口变化图示